# Groupe Harbi
Le groupe Harbi est une troupe musicale de l'armée djiboutienne, dont la création remonte pratiquement à celle des Forces armées de la république de Djibouti.
Ses membres donnent des spectacles  en uniforme à diverses occasions. Ils combinent habituellement musique, chant (chœur) et «gabay» .

## Membres
- Ali Dirrieh dit Sayed Ali, metteur en scène [1]
- Ali Doulla , chanteur, parolier et compositeur[1]
- Moumin Bileh Houffaneh (1952-2016), chanteur, parolier et compositeur[2]